# Mackenbach
Mackenbach ist eine Ortsgemeinde im Landkreis Kaiserslautern in Rheinland-Pfalz. Sie gehört der Verbandsgemeinde Weilerbach an.

## Geographie
Mackenbach liegt 13 km nordwestlich von Kaiserslautern im sogenannten Musikantenland am Übergang des Nordpfälzer Bergland zur St. Ingbert-Kaiserslauterer Senke. Zur Gemeinde gehört zusätzlich der Langenfelderhof. Mitten durch den Ort fließt der namensgebende Mackenbach. Im Nordwesten der Gemarkung existiert ein Fünfeckstein, bei dem die Gemeindegemarkung mit denen von Kottweiler-Schwanden, Ramstein-Miesenbach, Reichenbach-Steegen und Schwedelbach aufeinander trifft.

## Geschichte
Die Ersterwähnung von Mackenbach im Jahr 1281 geschah indirekt. In den Rheinpfälzer Urkunden Nr. 2089 im Hauptstaatsarchiv München wird ein Cunrat von Magkinbach genannt. Weitere Nennungen sind 1413 Jakop von Mackenbach (R. Breid. 126); 1510 (Or.) „ein waeg zu Machenbach“ (GI.N.U.291); Mackenbach (LA Sp F 3/10, fol.14) (Or.) Mackenbacher bann  (Reichsld. 69) 1797 Mackenbach (Schmitt’sche Karte 9).
Der Ort ist um das Jahr 1000 entstanden, wurde aber erst im Jahre 1510 erstmals urkundlich erwähnt.
Mackenbach gehörte bis zum Ende des 18. Jahrhunderts zum kurpfälzischen Gericht Steinwenden. Im Jahr 1787 hatte die Gemeinde 47 Familien und 200 Einwohner. An Gebäuden wurden zwei Schulhäuser und 33 Wohnhäuser verzeichnet. Die Gemarkung Mackenbach umfasste 698 Morgen Äcker, 89 Morgen Wiesen, 6 Morgen Gärten und 91 Morgen Wald sowie fünf Weiher.
Im Jahr 1794 hatten französische Revolutionstruppen das linke Rheinufer eingenommen. Von 1798 bis 1814 gehörte die Region und damit auch die Gemeinde Mackenbach zum Kanton Landstuhl im Departement Donnersberg. Sie unterstand der Verwaltung der Mairie Ramstein. Im Jahr 1802 hatte Mackenbach 249 Einwohner: 58 Katholiken, 100 Reformierte und 91 Lutheraner.
Aufgrund der auf dem Wiener Kongress getroffenen Vereinbarungen und einem Tauschvertrag mit Österreich kam die Pfalz 1816 zum Königreich Bayern. Unter der bayerischen Verwaltung blieb die Gemeinde Mackenbach im Kanton Landstuhl, der Teil des Landkommissariats Homburg (1862 umbenannt in Bezirksamt Homburg) im Rheinkreis war. Im Jahr 1837 hatte Mackenbach in der Pfalz bereits 604 Einwohner. Davon waren 89 Katholiken und 515 Protestanten.
Da ein Teil des Bezirksamts – einschließlich Homburg selbst – 1920 dem neu geschaffenen Saargebiet zugeschlagen wurde, wechselte der Ort in das Bezirksamt Kaiserslautern und wurde bis 1938 von einer in Landstuhl ansässigen Bezirksamtsaußenstelle verwaltet.
Im Bayerischen Ortschaftsverzeichnis aus dem Jahr 1928 wird die Landgemeinde Mackenbach, nun zum bayerischen Regierungsbezirk Pfalz und zum Bezirksamt Kaiserslautern gehörend, wie folgt beschrieben: Insgesamt 1.408 Einwohner (144 Katholiken und 1.264 Protestanten), 237 Wohngebäude und eine Fläche von 354 Hektar; es gab eine protestantische Pfarrei, eine konfessionell gemeinschaftliche Schule und ein Postamt im Dorf. Ab 1939 war der Ort Bestandteil des Landkreises Kaiserslautern.
Nach dem Zweiten Weltkrieg wurden die Orte innerhalb der französischen Besatzungszone Teil des damals neu gebildeten Landes Rheinland-Pfalz. Im Zuge der ersten rheinland-pfälzischen Verwaltungsreform wurde die Gemeinde 1972 Teil der neu gebildeten Verbandsgemeinde Weilerbach.

## Politik

### Gemeinderat
Der Gemeinderat in Mackenbach besteht aus 16 Ratsmitgliedern, die bei der Kommunalwahl am 9. Juni 2024 in einer personalisierten Verhältniswahl gewählt wurden, und dem ehrenamtlichen Ortsbürgermeister als Vorsitzendem.
Die Sitzverteilung im Gemeinderat:
| Wahl | SPD | CDU | FWG | Gesamt   |
| ---- | --- | --- | --- | -------- |
| 2024 | 9   | 2   | 5   | 16 Sitze |
| 2019 | 9   | 3   | 4   | 16 Sitze |
| 2014 | 9   | 7   | –   | 16 Sitze |
| 2009 | 9   | 5   | 2   | 16 Sitze |
| 2004 | 9   | 3   | 4   | 16 Sitze |

### Bürgermeister
Ortsbürgermeister von Mackenbach ist Daniel Schäffner (SPD). Bei der Direktwahl am 26. Mai 2019 wurde er mit einem Stimmenanteil von 79,78 % gewählt und damit Nachfolger von Jürgen Steinhauer (SPD), der nicht erneut kandidiert hatte. Bei der Direktwahl am 9. Juni 2024 wurde Schäffner als einziger Bewerber mit 73,3 % für weitere fünf Jahre wiedergewählt.

### Wappen
| Wappen von Mackenbach | Blasonierung: „Von Schwarz und Rot durch eine aufsteigende eingebogene goldene Spitze, darin auf grünem Grund ein grüner Laubbaum, geteilt, oben rechts ein goldener Reichsapfel, oben links eine goldene Lyra.“ |
| Wappen von Mackenbach | Wappenbegründung: Die Lyra erinnert an die Wandermusikanten des Dorfes. Das Wappen wurde 1960 vom rheinland-pfälzischen Innenministerium genehmigt.                                                              |

## Kultur und Sehenswürdigkeiten

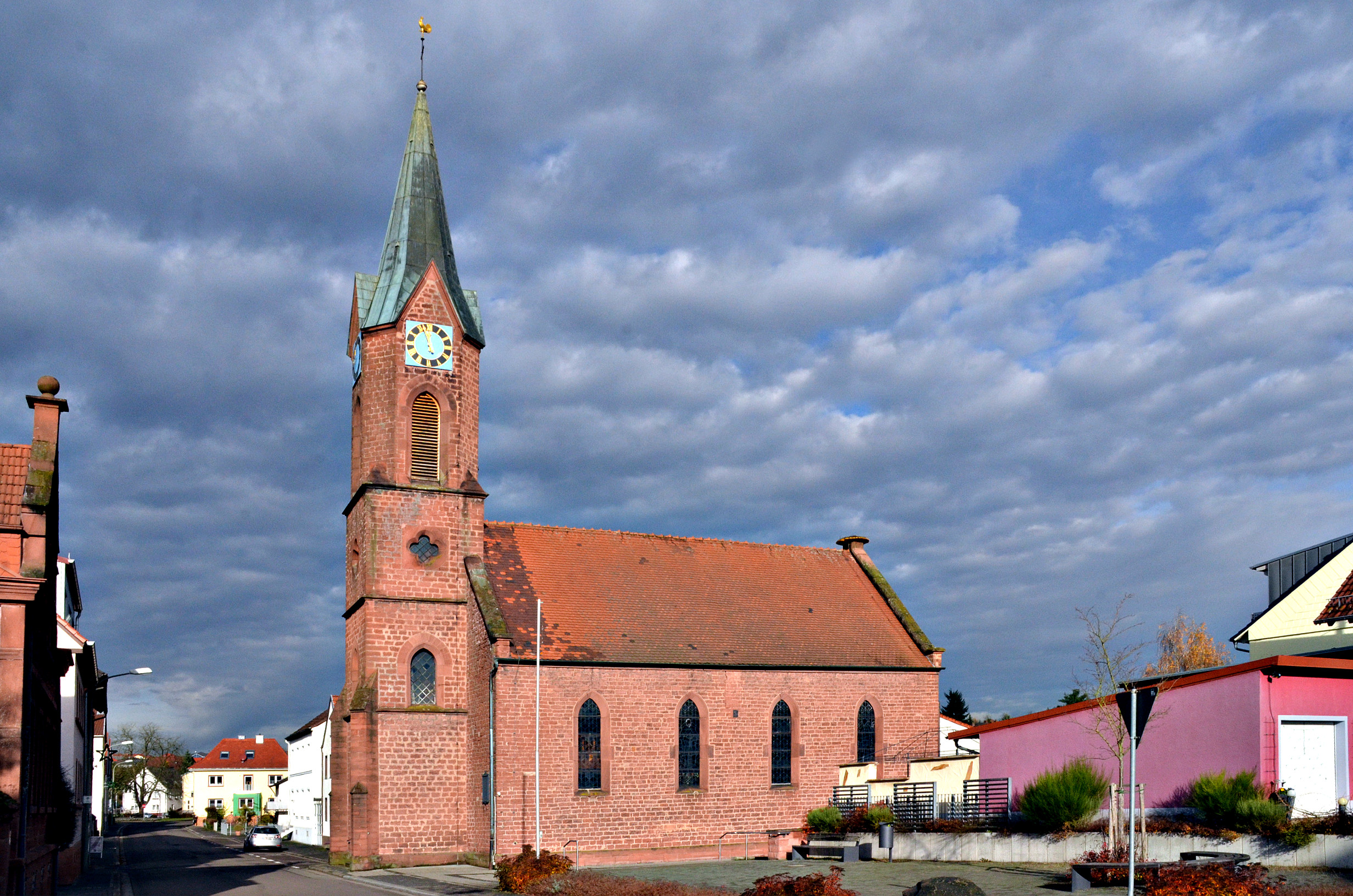
Denkmalgeschützte protestantische kirche

### Kulturdenkmäler
Vor Ort existieren insgesamt zwei Objekte, die unter Denkmalschutz stehen.

### Musik
Mackenbachs Ruf als Musikantendorf begründeten die Wandermusikanten Mitte des 19. Jahrhunderts bis in die 1930er-Jahre. Sie zogen mit Kapellen und Zirkussen in die ganze Welt und machten weltweit (in ganz Europa, aber auch in den USA, Australien und Afrika) Musik, um die kargen Erträge aus der Landwirtschaft auszugleichen.
Heute wird die Musik im Männergesangverein Liederkranz, im Musikverein und im evangelischen Kirchenchor weiterhin gepflegt.

### Museen
Das Westpfälzer Musikantenmuseum ist den Westpfälzer Wandermusikanten gewidmet.

### Sport
In Mackenbach gibt es, neben einem Rasen- und einem Hartplatz des örtlichen Fußballvereins SV Mackenbach, eine Tennishalle und einen Tennisverein mit vier Freiluftplätzen, ebenso einen Golfplatz mit 18 Loch. In der Mehrzweckhalle, die auch die Grundschule des Dorfes nutzt, wird Kinderturnen angebotenen. In unmittelbarer Nähe befindet sich der Schachraum. In drei Sportvereinen werden die genannten Sportarten betrieben.

### Regelmäßige Veranstaltungen
An Rosenmontag findet in der Mehrzweckhalle (Bürgerhaus) ein Rosenmontagsball statt. Des Weiteren wird  am zweiten Wochenende im September die Kerwe gefeiert. Der jährliche Weihnachtsmarkt findet am Samstag vor dem 3. Advent statt.

## Wirtschaft und Infrastruktur

### Wirtschaft
Im 19. Jahrhundert war Mackenbach der zentrale Ort des Westpfälzer Wandermusikantentums. Zeitweilig waren ein Viertel der Ortsbewohner als Musikanten tätig, sodass der Begriff „Mackenbacher“ zum Synonym für einen Wandermusikanten aus der Westpfalz wurde, selbst wenn er aus einem anderen Ort stammte. Die Gemeinde ist am Reichswald berechtigt. Das Unternehmen Busverkehr Imfeld hatte von seiner Gründung 1946 bis zu seinem Umzug nach Landstuhl im Jahr 1975 seinen Sitz in Mackenbach.

### Bildung
Mackenbach ist Standort einer Grundschule.

### Verkehr
Der Öffentliche Personennahverkehr ist in den Verkehrsverbund Rhein-Neckar integriert. Durch die Ortsmitte verläuft die Kreisstraße 79, die bis nach Ramstein-Miesenbach führt. Mitten durch die Gemarkung verläuft die Landesstraße 356. Die Gemeinde ist durch die A 6 (Anschlussstellen: Kaiserslautern-West, weiter über die Landesstraße 367 oder Kaiserslautern-Einsiedlerhof, weiter über die Landesstraße 369) an das Autobahnnetz angebunden. Durch Mackenbach verläuft außerdem der Barbarossa-Radweg.

## Persönlichkeiten

### Söhne und Töchter der Gemeinde
- Karl-Heinz Werle (1925–2009), Politiker (SPD)
- Rolf Brederlow (1961–2024), Schauspieler

### Personen, die vor Ort gewirkt haben
- Adolf Fleischmann (1852–1919), Pfarrer und Politiker (BdL), war 1876 Verwalter der örtlichen Pfarrstelle
- Ludwig Diehl (1894–1982), evangelischer Theologe und Landesbischof der Evangelischen Kirche der Pfalz, war ab 1924 als Pfarrer in Mackenbach tätig
- Daniel Schäffner (* 1981), Politiker (SPD), seit 2019 Ortsbürgermeister